# La montagne noire
La montagne noire ist eine Oper (Originalbezeichnung: „Drame lyrique“) in vier Akten und fünf Bildern der französischen Komponistin Augusta Holmès, die auch das Libretto verfasste. Die Uraufführung fand am 8. Februar 1895 im Palais Garnier der Pariser Oper statt.

## Handlung
Die Handlung spielt 1657 im Fürstbistum Montenegro, das sich im 17. Jahrhundert in einem langen Krieg gegen das osmanische Reich befindet. Nach einer erfolgreichen Schlacht gegen die Türken lassen sich die beiden Kriegshelden Mirko und Aslar zeremoniell zu Blutsbrüdern weihen. Kurz darauf verliebt sich Mirko so heftig in die gefangene Türkin Yamina, dass er zum Verräter wird und mit ihr zusammen flieht. Aslar tut alles, um ihn zur Einkehr zu bewegen und seine Ehre zu retten. Da alle seine Versuche letztlich scheitern, tötet er Mirko und fällt kurz darauf selbst durch einen Kanonenschuss. Seine Kameraden, die die Hintergründe nie erfahren, glauben, die beiden seien heldenhaft im Kampf gefallen. Yamina kann entkommen.

### Erster Akt
Befestigte Ruinen in Montenegro
In der Ferne schneebedeckte Berggipfel, blauer Himmel; rechts ein in den Felsen gehauener Altar mit einer Statue der Jungfrau und dem Jesuskind; links im Hintergrund Mauern mit Schießscharten.
Szene 1. Die Frauen des montenegrinischen Dorfes beobachten aus der Ferne den Fortgang einer Schlacht ihrer Männer gegen die Osmanen. Unter ihnen befinden sich Héléna, die Verlobte des Kriegers Mirko, und dessen Mutter Dara. Zuerst steht es schlecht für die Montenegriner (Chor: „Hélas! la bataille est perdue“). Die Frauen bangen um ihre Männer (Héléna: „Le jeune chef au pied léger“). Nur Dara bleibt zuversichtlich (Dara: „Femmes au lâche cœur, silence!“), bis sich das Kriegsglück wendet und die Osmanen besiegt werden.
Szene 2. Mirko und sein Freund Aslar erscheinen an den Festungsmauern, gefolgt von dem Priester Père Sava und den anderen Kämpfern. Die Frauen feiern ihre siegreichen Männer überglücklich (Chor: „Victoire!“). Mirko und Aslar erzählen, wie sie sich gegenseitig das Leben retteten und preisen den jeweils anderen als Helden (Mirko, Aslar: „Aslar vous a sauvés“ – „Et Mirko vous délivre!“). Père Sava besteht jedoch darauf, zuerst Gott zu danken (Le Père Sava: „Éternel, ô Dieu des armées!“). Nachdem diese Pflicht erfüllt ist, lädt Dara zur Siegesfeier ein (Dara: „Et maintenant, femmes, dressez les tables“). Die Anführer unterbrechen dies jedoch mit der Nachricht, dass Aslar und Mirko das heilige Ritual der Blutsbrüderschaft vollziehen wollen. Père Sava lässt sich versichern, dass die beiden tapfer, fromm und gutherzig seien, und führt das Ritual durch. Mirko und Aslar schwören vor Gott, sich gegenseitig bis in den Tod wie einen Bruder zu lieben (Mirko, Aslar: „Je jure devant Dieu de t’aimer comme un frère“). Die Anwesenden bestätigen den Schwur (Chor: „Soleil des âmes, fraternité!“).
Szene 3. Bewaffnete Männer führen die gefangene Türkin Yamina herbei, die sich verzweifelt wehrt. Sie ist als Haremsdame gekleidet und trägt einen Schleier, durch den goldene Ornamente zu erkennen sind. Die Männer fordern schnell ihren Tod als Spionin. Es gelingt Yamina jedoch, sich für einen Moment loszureißen. Sie fällt vor Mirko zu Boden und fleht um Gnade. Der ist sofort fasziniert von ihrer Schönheit, fragt sie nach ihrem Namen und ihrer Herkunft und gestattet ihr, sich zu verteidigen. Yamina erzählt, dass sie aus Istanbul stamme und sich einem fahrenden Händler angeschlossen habe (Yamina: „Parmi les fleurs et les odeurs“). Nachdem sie Singen und Tanzen gelernt hatte, habe sie damit in Trapezunt, Delhi und Algier Erfolg gehabt. Schließlich sei sie im Gefolge der Türken nach Montenegro gekommen und nach deren Niederlage in Gefangenschaft geraten. Mirko plädiert für Gnade und bittet seine Mutter, ihn zu unterstützen. Dara erklärt sich bereit, Yamina als ihre Sklavin anzunehmen (Dara: „Fils, elle est mon esclave“). Damit ist ihr Leben gerettet. Endlich kann die Siegesfeier beginnen (Chor: „Buvons à la Montagne-Noire“). Noch ganz in Gedanken, ignoriert Mirko seine Verlobte Héléna, als diese ihm ein Getränk reichen will. Yaminas Getränk hingegen nimmt er gerne an. Sie weiß nun, dass sie sein Herz erobert hat. Héléna bricht in Tränen aus. Aslar erklärt seinem neuen Bruder, es wäre besser gewesen, Yamina sofort zu töten.

### Zweiter Akt
Ein Dorf im Gebirge
Links ein Brunnen; rechts Mirkos Hütte; hinten links zwei Wege in die Felsen. Das Dorf dehnt sich in der Mitte bis in den Hintergrund aus; dahinter Berge, soweit das Auge reicht.
Szene 1. Im Morgengrauen weckt Glockengeläut die montenegrinischen Krieger. Es ist Zeit, die Wache in den Bergen zu übernehmen (Chor: „L’appel sonne… Entendez!“). Aslar ist nach Cetinje unterwegs, um Verbündete zu gewinnen. Mirko reagiert kaum auf die Rufe seiner Kameraden. Seine Gedanken gelten nur noch Yamina (Mirko: „Qu’ai-je donc? Pourquoi suis-je ainsi?“). Als die Männer aufbrechen (Chor: „Le pied hardi, le cœur joyeux“), bleibt er zurück und versteckt sich hinter einem Felsen.
Szene 2. Auch die Frauen des Dorfes begeben sich an ihr Tagewerk (Chor: „Au travail, mes sœurs, au travail!“). Unter ihnen befindet sich Yamina, die als Sklavin nur ärmliche Kleidung trägt. Sie ist so verzweifelt, dass die Frauen stehen bleiben und sie von ihrer alten Heimat erzählen lassen (Yamina: „Je songe, hélas! à mon pays perdu“). Mirko gibt sich ihr vorsichtig zu erkennen. Wie im Traum beginnt Yamina einen orientalischen Tanz, und Mirko nähert sich ihr langsam mit ausgestreckten Armen. In diesem Augenblick kommen Dara und Héléna aus der Hütte. Mirko zieht sich schnell zurück.
Szene 3. Während Dara die Frauen zurück an ihre Arbeit schickt (Dara: „Rentrez dans vos maisons“), lockt Yamina Mirko zu sich. Héléna bemerkt das jedoch und hält ihn zurück.
Szene 4. Héléna erinnert Mirko an ihre Verlobung (Héléna, Mirko: „Reste! Écoute!… Que t’ai-je fait?“) und seinen Liebesschwur (Héléna: „Blanche Vierge qui, sous vos voiles“). Da er ihr versichert, dass sich nichts geändert habe, fordert sie ihn auf, den Schwur vor der Jungfrau Maria zu wiederholen.
Szene 5. Yamina beobachtet die Szene. Sie ist dennoch zuversichtlich, dass Mirko ihr verfallen wird (Yamina: „Ah! ah! je le vois, à genoux“). Auch Mirkos und Hélénas erneuter Verlobungsschwur ändert ihre Haltung nicht (Yamina, Héléna: „Blanche Vierge“ – „Il chante! il prie!“). Sie beginnt wieder zu tanzen. Mirko verabschiedet sich von Héléna mit einem Kuss auf die Stirn. Sie begibt sich zurück ins Dorf.
Szene 6. Yamina nähert sich Mirko unter verführerischem Gesang und lässt sich in seine Arme fallen. Er kann ihr nicht widerstehen (Mirko, Yamina: „O mon beau maitre, reste“) und ist schließlich sogar bereit, seine Heimat aufzugeben und mit ihr zu fliehen.
Szene 7. Héléna entdeckt das flüchtende Paar und ruft vergeblich um Hilfe (Héléna: „Infâmes!… Arrêtez!… Au secours!“). Es wird dunkel. Héléna ist verzweifelt zusammengebrochen.
Szene 8. Ein Hornsignal Aslars ruft die Dorfbewohner zusammen (Chor: „Hommes et femmes, accourez tous!“).
Szene 9. Aslar berichtet, dass sich in den Bergen genug Kämpfer versammelt haben, um die Türken zurückzuschlagen (Aslar: „Pour le combat, ceux de la plaine“). Alle sind bereit für die nächste Schlacht. Da erhebt sich Héléna aus einer dunklen Ecke und berichtet von Mirkos Verrat (Héléna: „Mon amour, mon bonheur“). Aslar kann das erst nicht glauben und bezichtigt sie der Lüge. Dara jedoch bestätigt ihre Aussage. Aslar lässt sich entsetzt auf eine Bank vor Mirkos Hütte nieder (Aslar: „Il a commis ce crime!“). Dann beschließt er, ihn zu suchen, um die Wahrheit herauszufinden.

### Dritter Akt
Nachts, steile und wilde Gegend im Gebirge
Links im Hintergrund ein großes Kreuz; ein mit Moos bedeckter Hügel, Fichten und Birken. Der Mond scheint.
Szene 1. Auf der Flucht bittet die erschöpfte Yamina Mirko um eine Rast (Mirko, Yamina: „Arrêtons-nous, de grâce!“). Obwohl Mirko vor dem mondbeschienenen Kreuz zurückschreckt, lässt sich Yamina auf der Moosbank nieder. Beide versichern einander ihre Liebe (Mirko: „Tu m’appartiens, je suis ta proie“ – Yamina: „Les paradis de ta croyance“), und Yamina schläft ein.

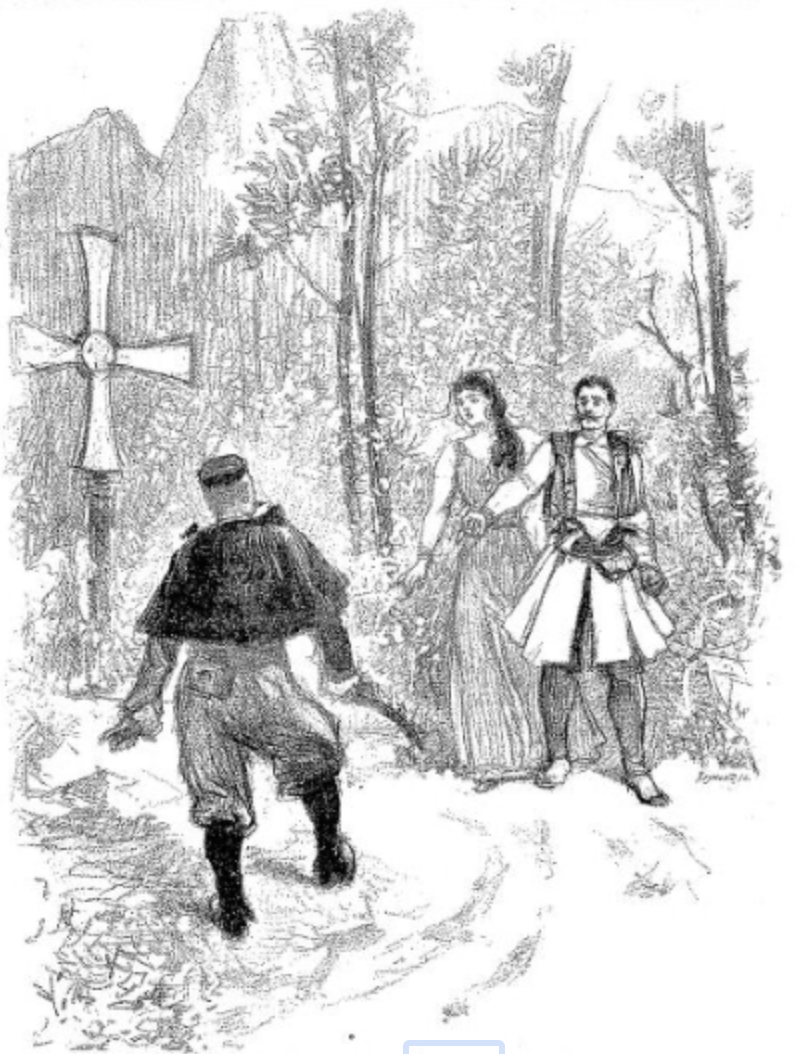
Dritter Akt: Aslar findet Mirko und Yamina

Szene 2. Aslar entdeckt das Paar (Aslar: „Ah! l’on avait dit vrai!“). Er erinnert Mirko an die Schande und den Schmerz, den er seinen Angehörigen zugefügt habe. Mirko erklärt, dass nichts bereuen könne, weil seine Liebe zu Yamina stärker als der Tod sei (Mirko: „Oui, j’aime d’un amour“). Dennoch versucht Aslar, ihn zur Heimkehr zu überreden (Aslar: „Rappelle-toi l’heureuse enfance“). Er scheint tatsächlich Erfolg zu haben, doch Mirko will sich noch mit einem letzten Kuss von Yamina verabschieden (Mirko: „Un seul instant“):
Szene 3. Während des Abschiedskusses erwacht Yamina (Yamina: „Mirko! tu m’abandonnes!“). Sie und Aslar versuchen beide, Mirko zu sich zu ziehen – Aslar erinnert Mirko an seine Ehre, Yamina an die Liebe. Schließlich spricht Yamina einen Fluch über Aslar aus. Der Streit eskaliert (Aslar: „Je te reconnais à ta haine“). Yamina wendet sich wieder Mirko zu (Yamina: „Grâce! Si j’ai maudit“) und fordert ihn auf, sie persönlich zu töten. Mirko erklärt ihr erneut seine Liebe (Mirko: „Non, tu ne mourras pas!“). Er will die Flucht fortsetzen. Aslar stellt sich dem Paar in den Weg. Er hat sein Schwert gezogen und erklärt Mirko, dass er vor Gott geschworen habe, seine Ehre zu schützen, auch wenn es sein oder Mirkos Leben koste (Aslar: „J’ai juré devant Dieu“). Mirko zieht einen Dolch, lässt ihn aber schnell wieder fallen. Yamina hat weniger Skrupel. Sie ergreift die Waffe und stößt damit nach Aslar, der zu Boden geht. Entsetzt weist Mirko sie von sich. Yamina zieht sich zurück, versteckt sich aber hinter dem Kreuz.
Szene 4. Mirko bittet Aslar um Vergebung (Mirko: „O puissances du Ciel!“) und versucht, seine Wunde zu verbinden. Als er montenegrinische Krieger in der Nähe bemerkt, ruft er um Hilfe.
Szene 5. Die Männer treffen ein (Chor: „Qui m’appelle?“). Sie glauben, Aslar sei von Feinden überrascht und getötet worden. Mirko hebt an, seine Schuld zu gestehen (Mirko: „Malheur sur moi! Frappez le meurtrier infâme“). Doch in diesem Moment erwacht Aslar, fällt ihm ins Wort und behauptet, Mirko habe ihn vor Angreifern gerettet. Die Männer bringen den Verwundeten auf einer improvisierten Bahre fort. Aslar erinnert sie an den bevorstehenden Kampf. Mirko folgt ihnen. Yamina bleibt fluchend zurück (Yamina: „Chrétiens maudits, je vous défie!“).

### Vierter Akt
Eine Stadt an der Grenze der Türkei
Ein großer Garten hinter der Stadtmauer, bepflanzt mit Palmen, beleuchtet mit mehrfarbigen Lichtern. Rechts Yaminas Haus. Im Hintergrund mit Schießscharten versehene Mauern. Weiter hinten die Stadtmauer und in Durchblicken die schlafende Stadt. Überall unter den Bäumen in den Blumenbetten liegen halbnackte Frauen. Gruppen von jungen Dienern hier und dort. Es ist Nacht und der Mond scheint durch das Gebüsch. Rechts vorne liegt Mirko auf Kissen und Tierfellen. Die hinter ihm lehnende Yamina betrachtet ihn lächelnd.

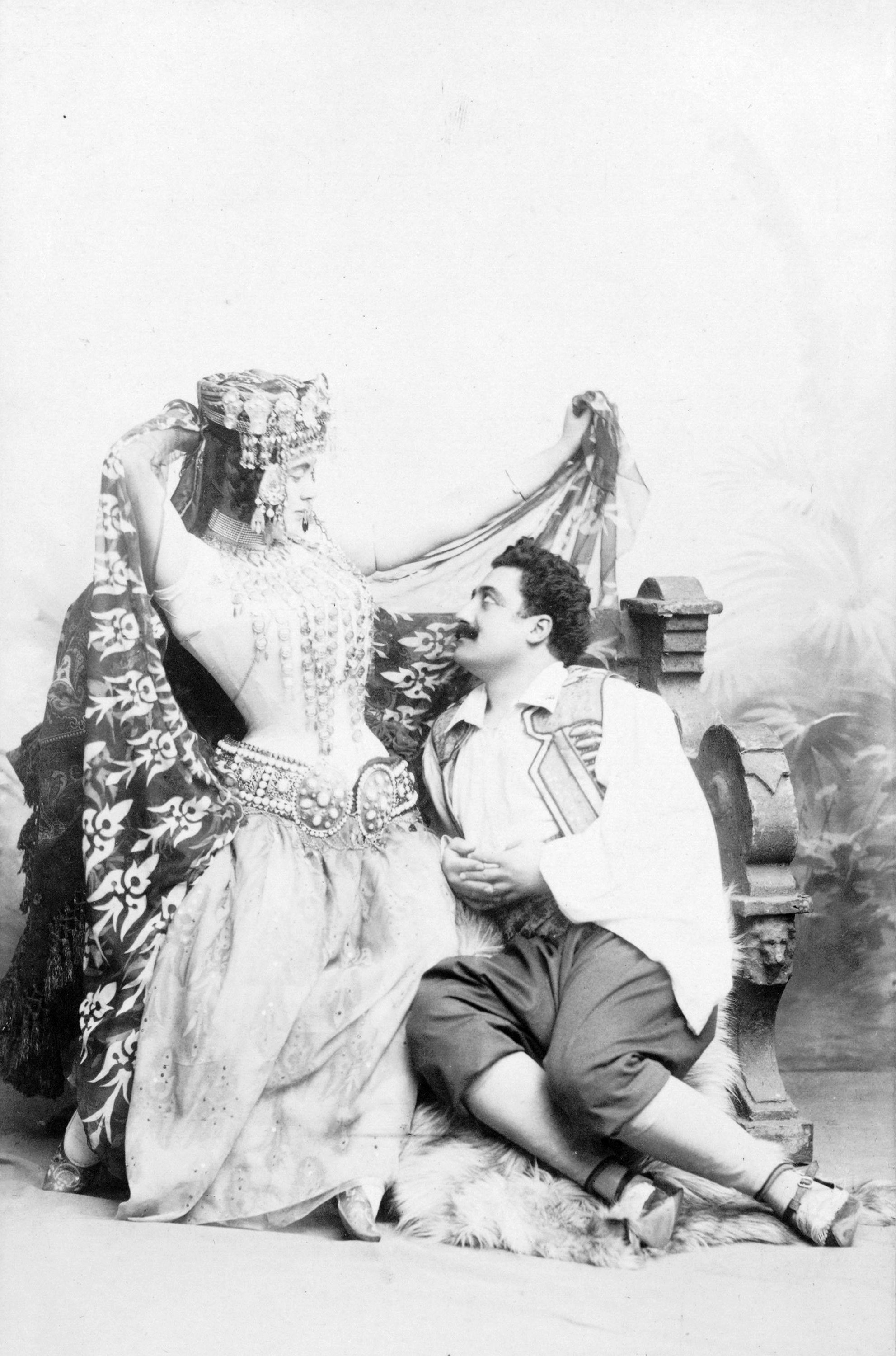
Maurice Renaud und Lucienne Bréval

Szene 1. Während im Hintergrund des Gartens fröhliche Stimmen erklingen (Chor: „C’est ici le jardin du rêve“), grübelt Mirko über seine verlorene Ehre und seine Schuld nach (Mirko: „C’en est fait! j’ai fui ma patrie“). Er wendet sich Yamina zu, die ihre Freundinnen herbeiwinkt. Die Frauen locken ihn, sich vollkommen den Sinnesfreuden hinzugeben (Chor: „O rêveur, nous voici!“). Mirko kann ihnen nicht widerstehen. Er betrinkt sich mit dem ihm gereichten Wein, bis er auf die Kissen niedersinkt. Yamina hält ihn in den Armen.
Szene 2. Aslar erscheint im Garten und bittet um ein Getränk (Aslar: „A boire!“). Als Mirko ihn entdeckt, schickt er Yamina und die anderen Frauen schnell fort.
Szene 3. Mirko fordert Aslar auf, den Garten schleunigst zu verlassen, da er sonst ebenfalls seine Ehre verlieren würde (Aslar, Mirko: „Toi, va-t’en!“ – „Pourquoi?“). Um ihn zu prüfen, gibt Aslar vor, sich ihm anschließen und ebenfalls zum Verräter werden zu wollen. Mirko will das nicht akzeptieren und besteht somit die Prüfung (Aslar: „Ah! tu vois donc en moi le miroir de ta faute“). Daraufhin bittet Aslar ihn, an seiner Seite an der bevorstehenden Überraschungsschlacht gegen die Türken teilzunehmen. Der Kriegslärm ist bereits zu hören. Mirko weigert sich jedoch. Er hat sich selbst aufgegeben (Mirko: „Maudite soit la femme“) und will der fliehenden Yamina folgen. Mit furchtbarer Stimme erklärt Aslar, dass er geschworen habe, seine Ehre als Christ zu verteidigen. Er stößt Mirko seinen Dolch ins Herz und ruft den Tod an, ihn mit Mirko zu vereinen. In unmittelbarer Nähe ertönt Kanonendonner. Aslar fällt, Mirko in den Armen haltend. Alles bricht in Flammen zusammen. Allmählich verzieht sich der Rauch.
Die Ruinen der eroberten Stadt
Morgendämmerung. Die montenegrinischen Männer haben sich auf den halb zusammengebrochenen Mauern versammelt. Sie schwingen ihre Schwerter und Fahnen und bejubeln ihren Sieg. Oben auf der Festung, in der Mitte der Szene, weht die montenegrinische Flagge im Wind.
Einzige Szene. Während der Siegesfeier (Chor: „Le Christ a combattu pour la Montagne-Noire!… Victoire! Victoire!“) entdecken einige Männer die Leichen Mirkos und Aslars. Unter den Klängen eines Trauermarsches werden die beiden unter der Flagge niedergelegt. Père Sava verkündet, dass die beiden Brüder gemeinsam für ihr Vaterland im heiligen Krieg gestorben seien (Le Père Sava: „Voici les frères morts ensemble“). Er segnet sie. Alle Männer ziehen die Schwerter, um die beiden Brüder zu ehren. Die Sonne geht strahlend auf (Chor: „Soleil des âmes, fraternité“).

## Gestaltung

### Orchester
Die Orchesterbesetzung der Oper umfasst die folgenden Instrumente:
- Holzbläser: Piccoloflöte, zwei Flöten, zwei Oboen, Englischhorn, zwei Klarinetten in B, vier Fagotte
- Blechbläser: zwei Naturhörner in C, zwei Ventilhörner in F, zwei Kornette in Es, vier Ventiltrompeten in Es, drei Posaunen, Tuba
- zwei Harfen
- Pauken in G und C, Schlagzeug: Triangel, Becken, Tamburin
- Harfe
- Streicher: Violinen 1, Violinen 2, Bratschen, Violoncelli, Kontrabässe

### Musiknummern
Die Oper enthält die folgenden Musiknummern:
- Prélude

Erster Akt
- Chor: „Hélas! la bataille est perdue“ (Szene 1)
- Héléna: „Le jeune chef au pied léger“ (Szene 1)
- Dara: „Femmes au lâche cœur, silence!“ (Szene 1)
- Chor: „Victoire!“ (Szene 2)
- Mirko, Aslar: „Aslar vous a sauvés“ – „Et Mirko vous délivre!“ (Szene 2)
- Le Père Sava: „Éternel, ô Dieu des armées!“ (Szene 2)
- Dara: „Et maintenant, femmes, dressez les tables“ (Szene 2)
- Mirko, Aslar: „Je jure devant Dieu de t’aimer comme un frère“ (Szene 2)
- Chor: „Soleil des âmes, fraternité!“ (Szene 2)
- Yamina: „Parmi les fleurs et les odeurs“ (Szene 3)
- Dara: „Fils, elle est mon esclave“ (Szene 3)
- Chor: „Buvons à la Montagne-Noire“ (Szene 3)

Zweiter Akt
- Prélude – Chor: „L’appel sonne… Entendez!“ (Szene 1)
- Mirko: „Qu’ai-je donc? Pourquoi suis-je ainsi?“ (Szene 1)
- Chor: „Le pied hardi, le cœur joyeux“ (Szene 1)
- Chor: „Au travail, mes sœurs, au travail!“ (Szene 2)
- Yamina: „Je songe, hélas! à mon pays perdu“ – „Près des flots d’une mer bleue et lente“ (Szene 2)
- Dara: „Rentrez dans vos maisons“ (Szene 3)
- Héléna, Mirko: „Reste! Écoute!… Que t’ai-je fait?“ (Szene 4)
- Héléna: „Blanche Vierge qui, sous vos voiles“ (Szene 4)
- Yamina: „Ah! ah! je le vois, à genoux“ (Szene 5)
- Yamina, Héléna: „Blanche Vierge“ – „Il chante! il prie!“ (Szene 5)
- Mirko, Yamina: „O mon beau maitre, reste“ (Szene 6)
- Héléna: „Infâmes!… Arrêtez!… Au secours!“ (Szene 7)
- Chor: „Hommes et femmes, accourez tous!“ (Szene 8)
- Aslar: „Pour le combat, ceux de la plaine“ (Szene 9)
- Héléna: „Mon amour, mon bonheur“ (Szene 9)
- Aslar: „Il a commis ce crime!“ (Szene 9)

Dritter Akt
- Prélude
- Mirko, Yamina: „Arrêtons-nous, de grâce!“ (Szene 1)
- Mirko: „Tu m’appartiens, je suis ta proie“ (Szene 1)
- Yamina: „Les paradis de ta croyance“ (Szene 1)
- Aslar: „Ah! l’on avait dit vrai!“ (Szene 2)
- Mirko: „Oui, j’aime d’un amour“ (Szene 2)
- Aslar: „Rappelle-toi l’heureuse enfance“ (Szene 2)
- Mirko: „Un seul instant“ (Szene 2)
- Yamina: „Mirko! tu m’abandonnes!“ (Szene 3)
- Aslar: „Je te reconnais à ta haine“ (Szene 3)
- Yamina: „Grâce! Si j’ai maudit“ (Szene 3)
- Mirko: „Non, tu ne mourras pas!“ (Szene 3)
- Aslar: „J’ai juré devant Dieu“ (Szene 3)
- Mirko: „O puissances du Ciel!“ (Szene 4)
- Chor: „Qui m’appelle?“ (Szene 5)
- Mirko: „Malheur sur moi! Frappez le meurtrier infâme“ (Szene 5)
- Yamina: „Chrétiens maudits, je vous défie!“ (Szene 5)

Vierter Akt
- Prélude
- Chor: „C’est ici le jardin du rêve“ (1. Bild, Szene 1)
- Mirko: „C’en est fait! j’ai fui ma patrie“ (1. Bild, Szene 1)
- Chor: „O rêveur, nous voici!“ (1. Bild, Szene 1)
- Aslar: „A boire!“ (1. Bild, Szene 2)
- Aslar, Mirko: „Toi, va-t’en!“ – „Pourquoi?“ (1. Bild, Szene 2)
- Aslar: „Ah! tu vois donc en moi le miroir de ta faute“ (1. Bild, Szene 2)
- Mirko: „Maudite soit la femme“ (1. Bild, Szene 2)
- Chor: „Le Christ a combattu pour la Montagne-Noire!… Victoire! Victoire!“ (2. Bild, Szene 3)
- Le Père Sava: „Voici les frères morts ensemble“ (2. Bild, Szene 3)
- Chor: „Soleil des âmes, fraternité“ (2. Bild, Szene 3)

### Musik und Libretto
Formal ist La Montagne Noire eine Weiterentwicklung der Grand opéra. Die Figur der Yamina gehört zum damals beliebten Typus der verführerischen Femme fatale. Anders als die meisten anderen dieser Gestalten überlebt sie die Handlung jedoch unbeschadet.
Als „große Wagnerverehrerin“, wie Claude Debussy die Komponistin Augusta Holmès einmal nannte, verfasste sie die Oper musikalisch in der Tradition Richard Wagners, was ihr nach der Uraufführung auch vorgeworfen wurde. Die farbenreiche Musik geht nicht vom Orchester, sondern von den Stimmen aus. Holmès schreckte aber auch nicht vor ungewöhnlichen Klängen zurück.

## Werkgeschichte

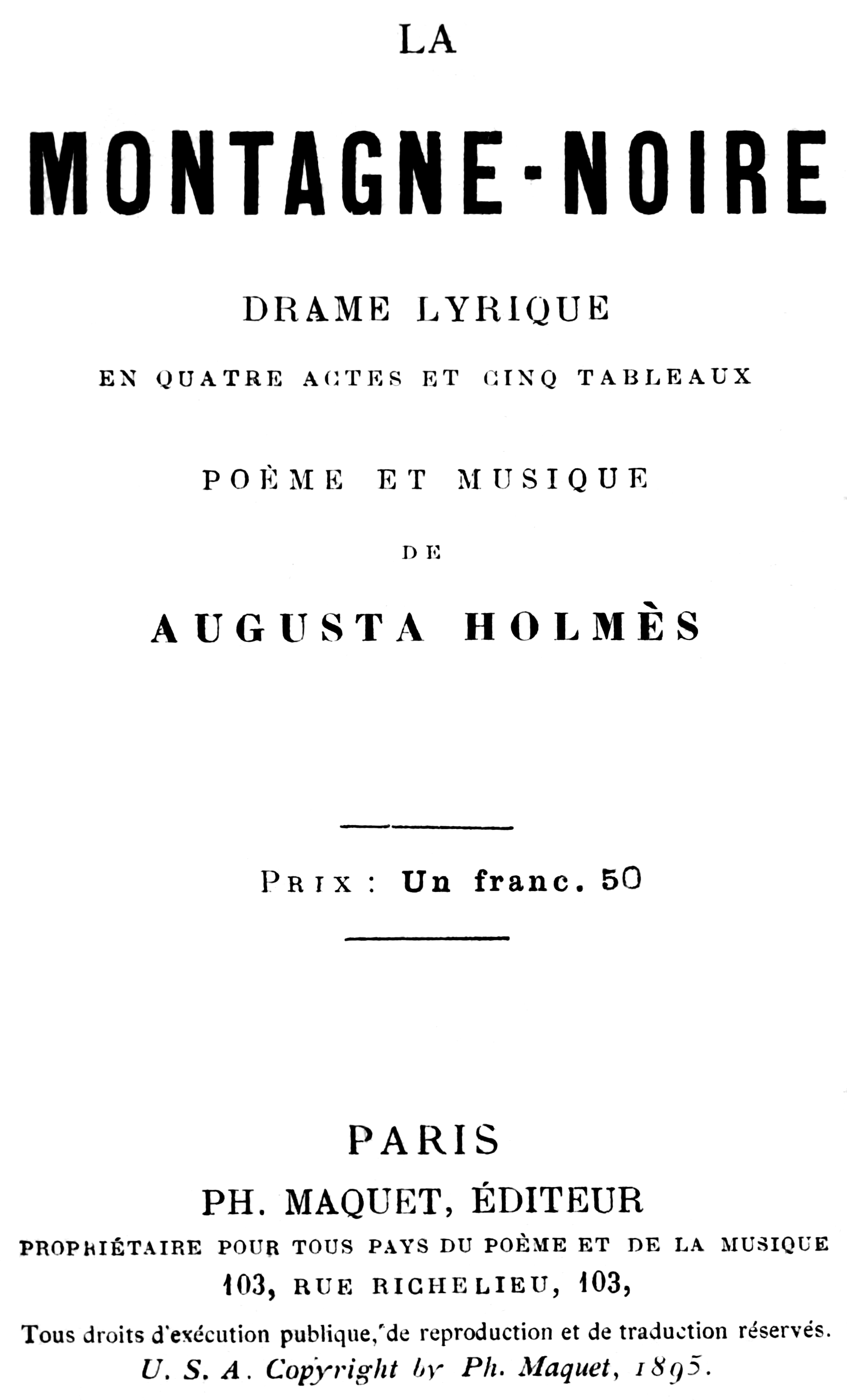
Titelblatt des Librettos, Paris 1895

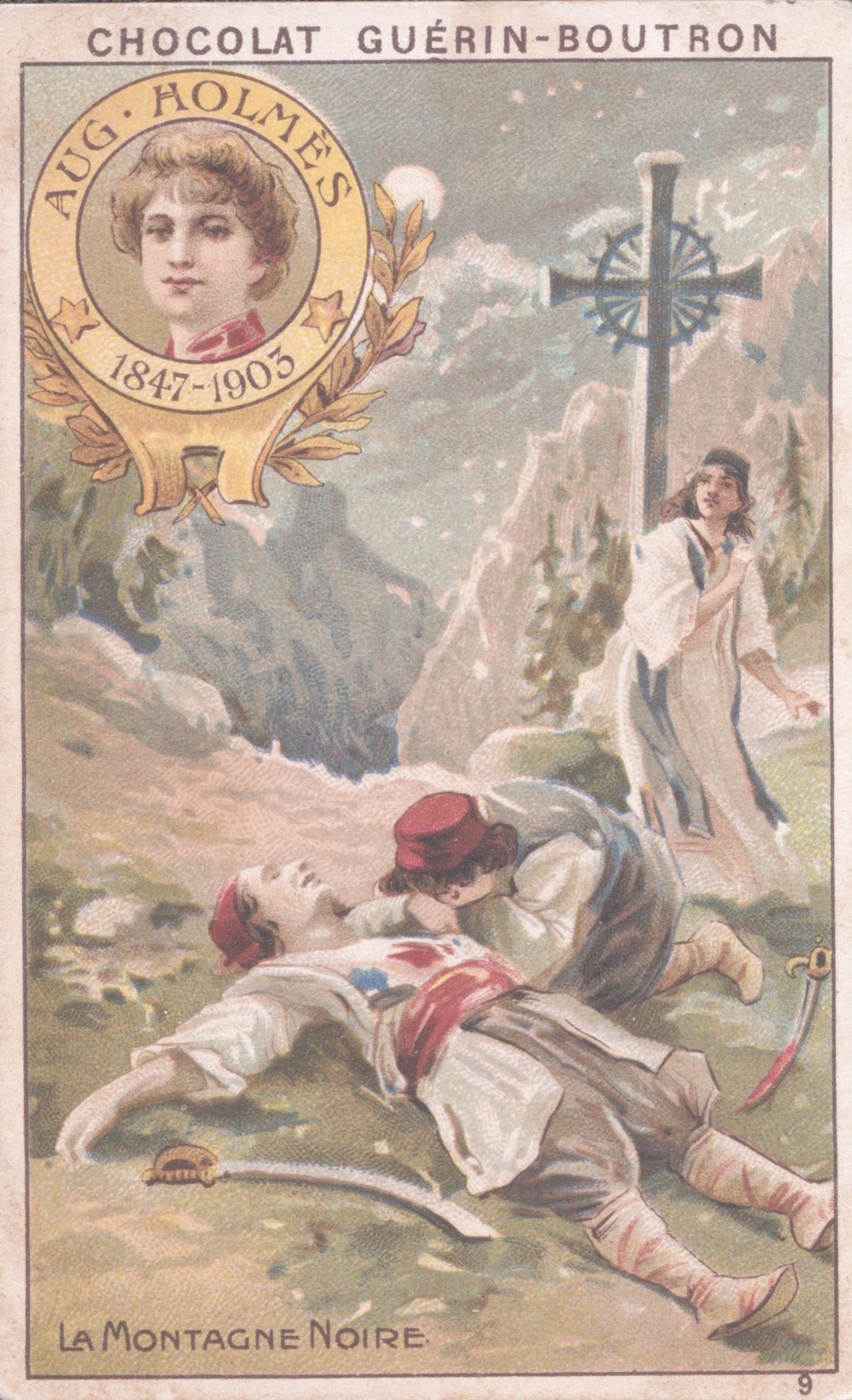
Chocolat Guérin-Boutron
Sammelkarte Nr. 9

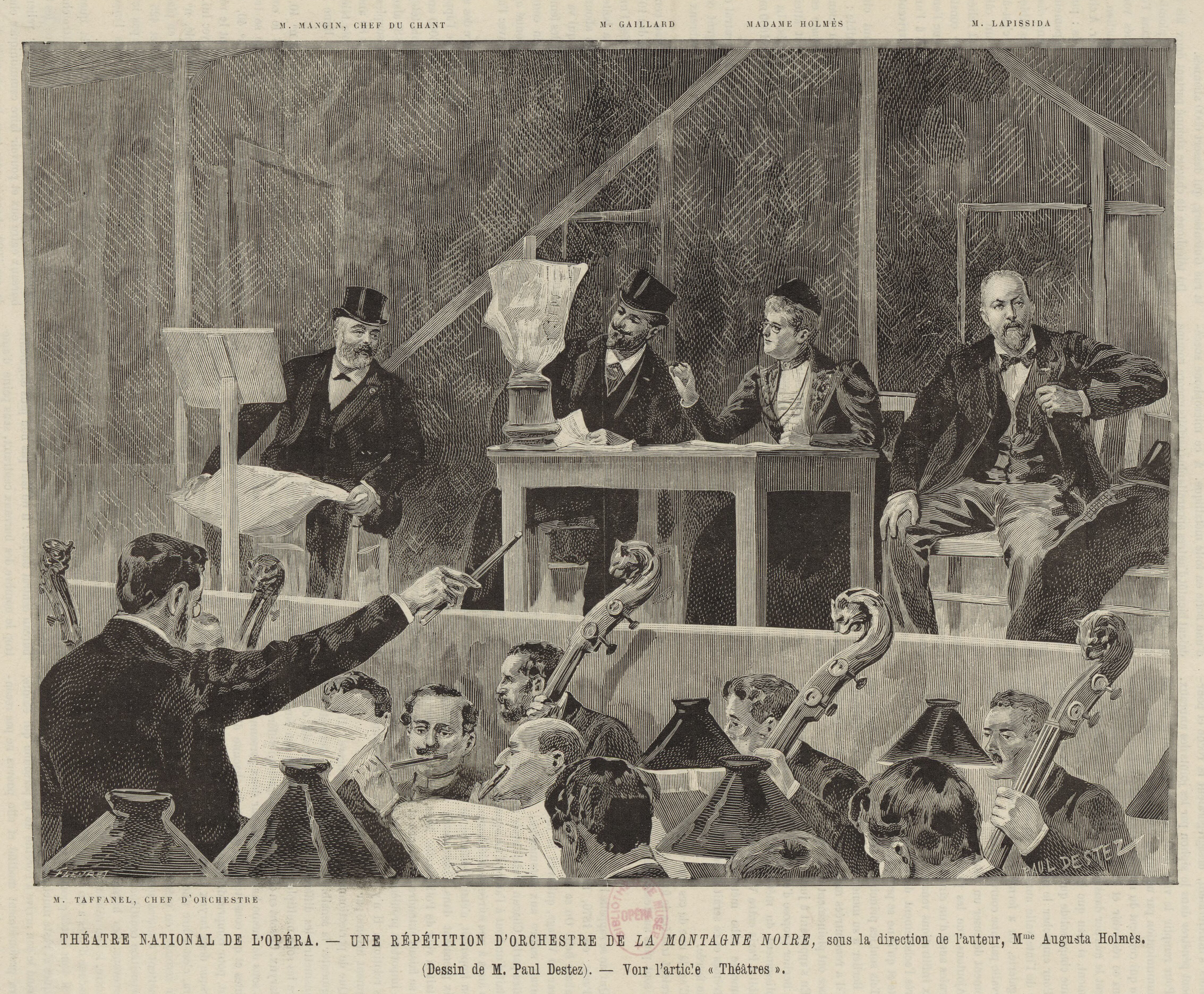
Orchesterprobe des Werks mit dem Dirigenten Paul Taffanel unter der Leitung der Komponistin. Zeichnung von Paul Destez

La montagne noire ist die vierte und letzte Oper der irisch-französischen Komponistin Augusta Holmès und die einzige, die aufgeführt wurde. Das Libretto verfasste sie selbst. Die Uraufführung am 8. Februar 1895 im Palais Garnier der Pariser Oper stand unter der musikalischen Leitung von Paul Taffanel. Die Bühnenbilder stammten von Marcel Jambon und die Kostüme von Charles Bianchini. Regie führte Raoul Lapissida. Die Hauptrollen sangen Albert Alvarez (Mirko), Maurice Renaud (Aslar), André Gresse (Père Sava), Lucienne Bréval (Yamina), Lucy Berthet (Héléna) und Meyrianne Héglon (Dara). Die Besetzungsangaben in den Libretto- und Notendrucken führen lediglich die Nachnamen auf. Gelegentlich wird anstelle von André Gresse dessen Vater Léon Gresse genannt, der zur selben Zeit ebenfalls an der Opéra engagiert war.:593 Die Sängerin der Dara, Meyrianne Héglon, übernahm in einer der Folgeaufführungen die Partie der Yamina. Sie posierte in deren Kostüm für ein Foto. Weitere Sänger der Aufführungsreihe waren Jean Bartet (Aslar),:105 Amélie Loventz (Héléna):782 und Eva Dufranne (Dara).:387 Die Oper fand nur wenig Zuspruch und wurde nach der zwölften Vorstellung am 26. April 1895 abgesetzt. Die Rezensionen waren gemischt. Es gab sowohl begeisterte Berichte als auch heftige Ablehnung.
Die Produktion ist gut dokumentiert. Auf Gallica sind neben Libretto, Klavierauszug und Partitur auch Digitalisate der Szenenbilder, Fotos der Darsteller und viele Kostümskizzen zu finden.

Darsteller der Uraufführungsproduktion von 1895
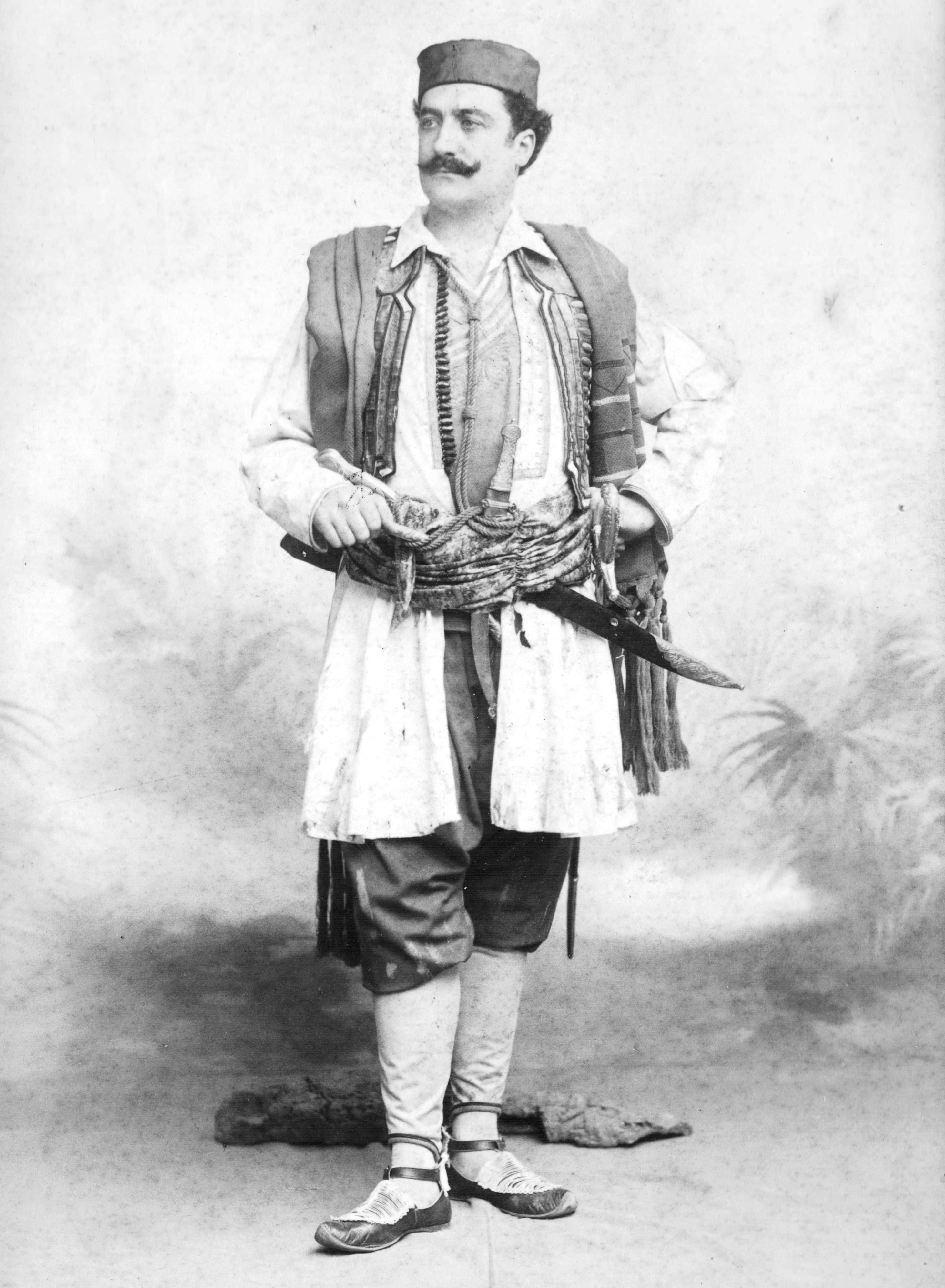
Albert Alvarez als Mirko
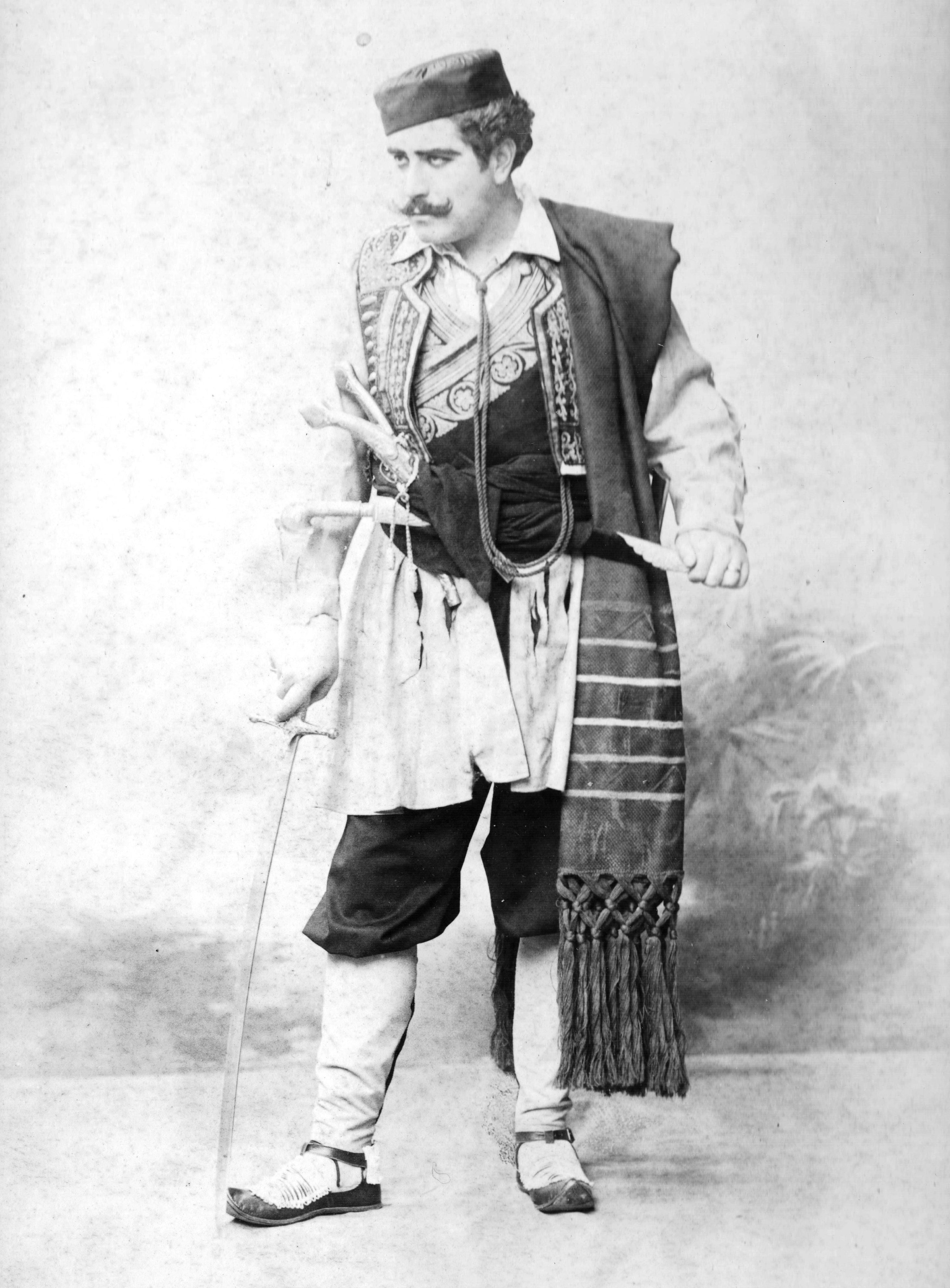
Maurice Renaud als Aslar
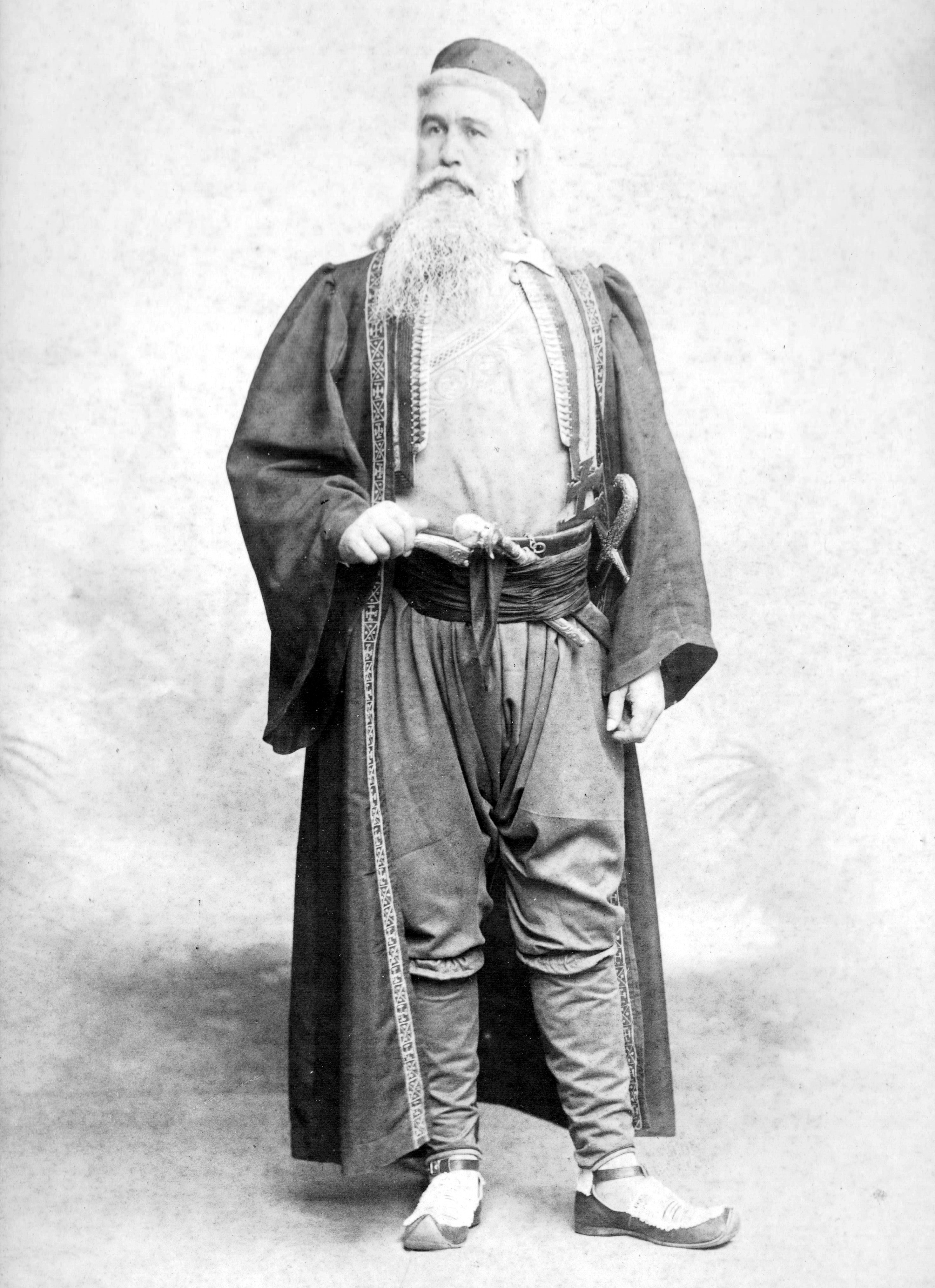
André Gresse als Père Saval
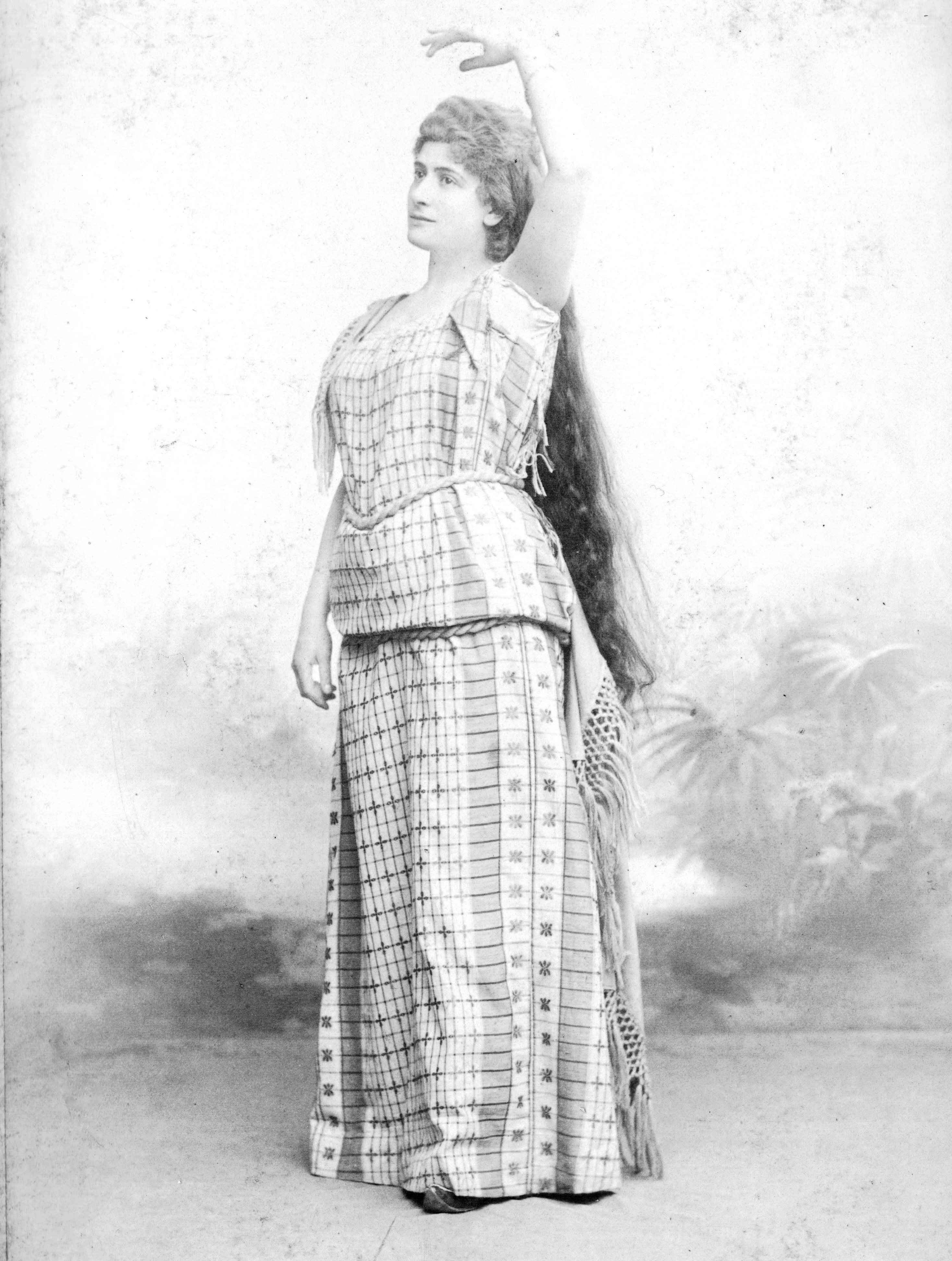
Lucienne Bréval als Yamina
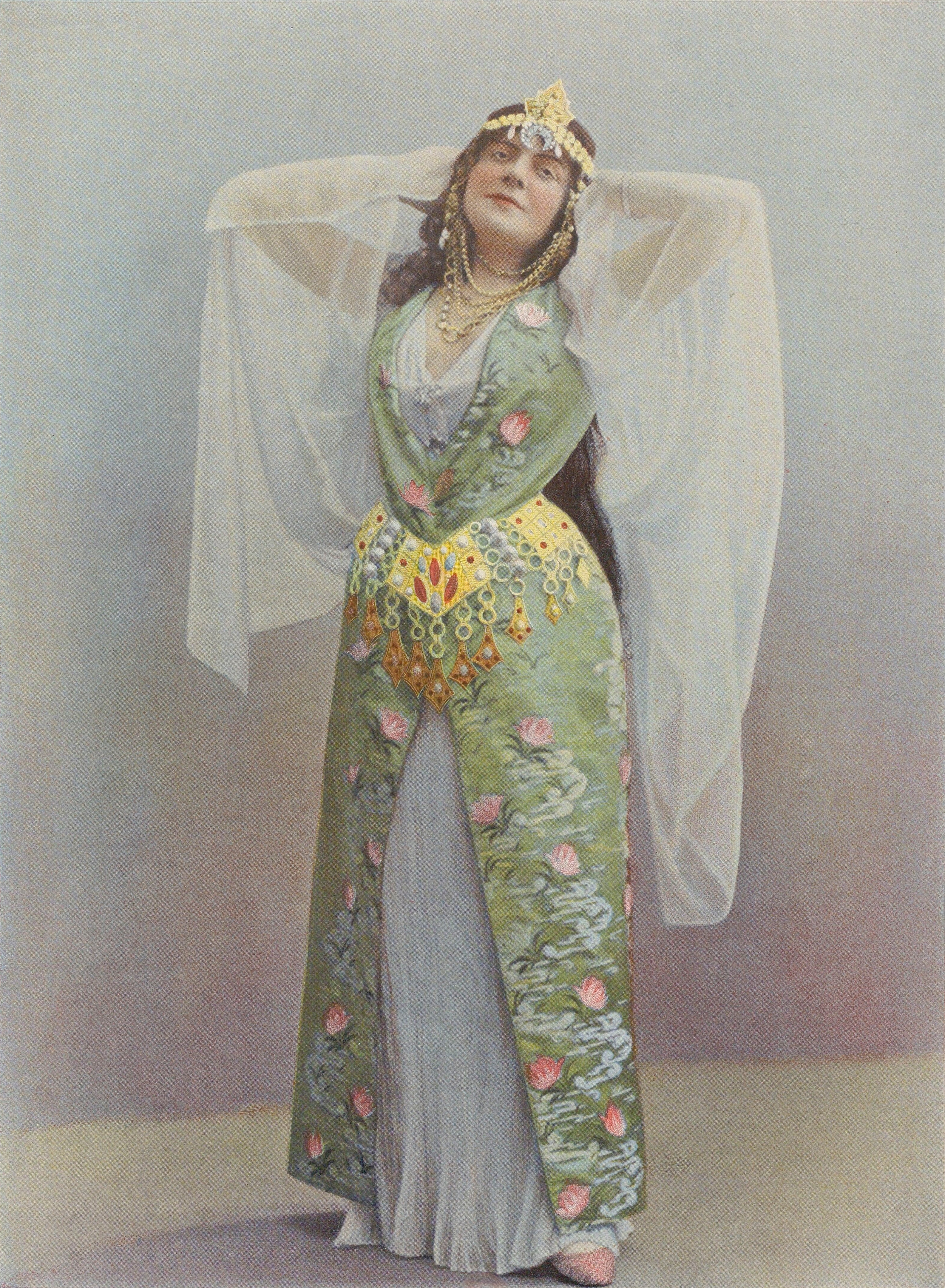
Meyrianne Héglon als Yamina
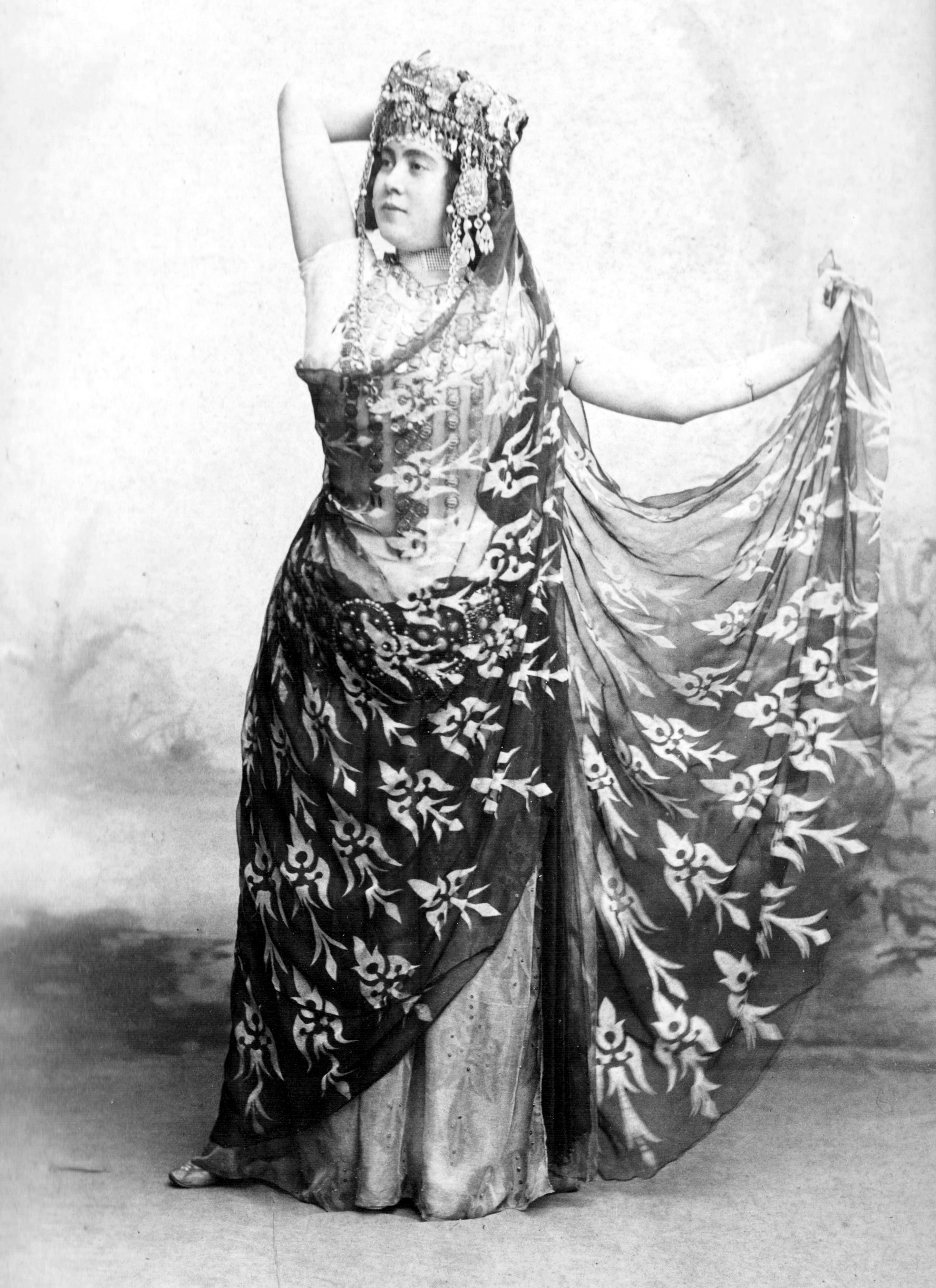
Mlle Torri als türkische Tänzerin

Kostümskizzen von Charles Bianchini, Paris 1895
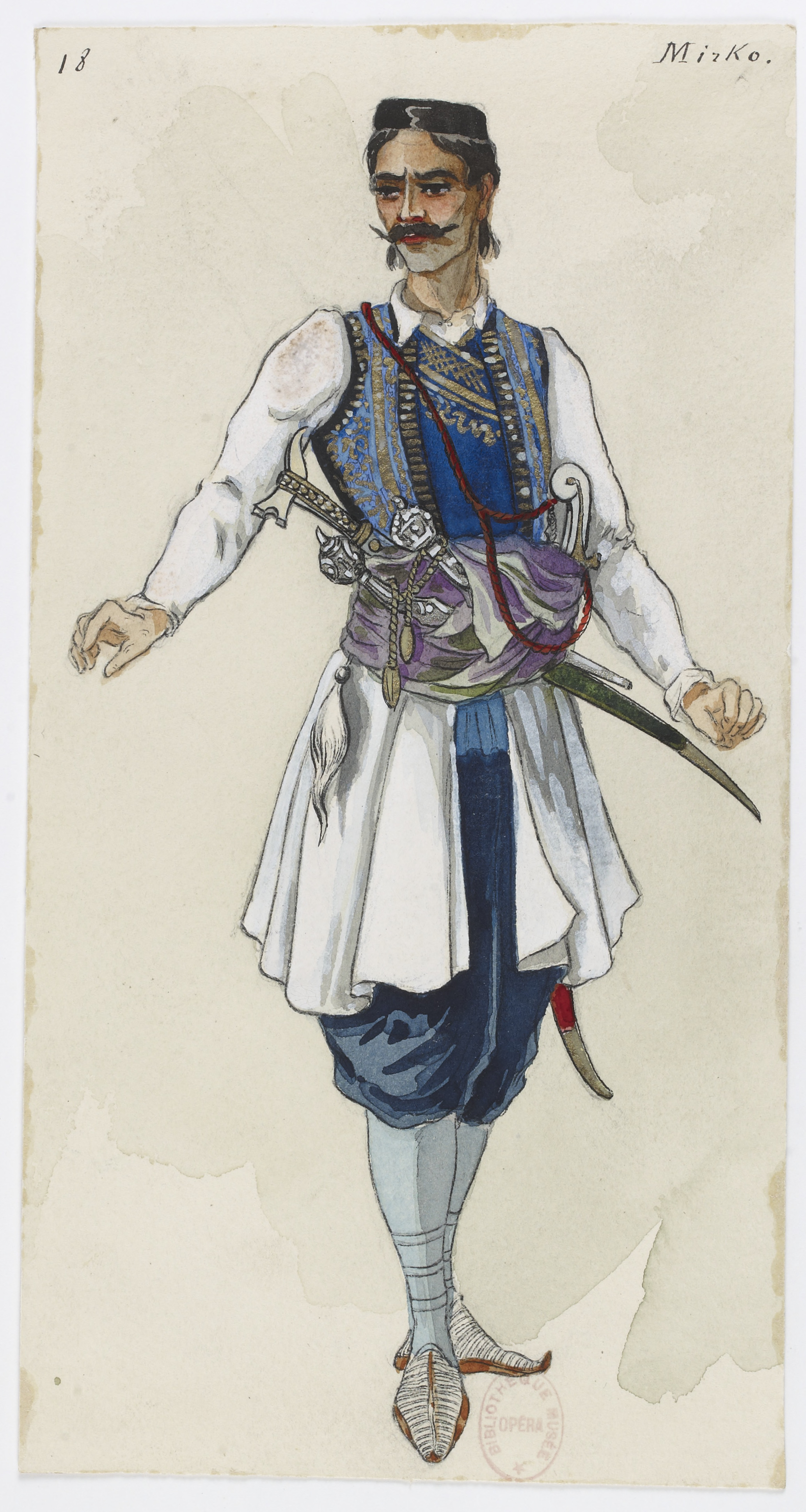
Mirko
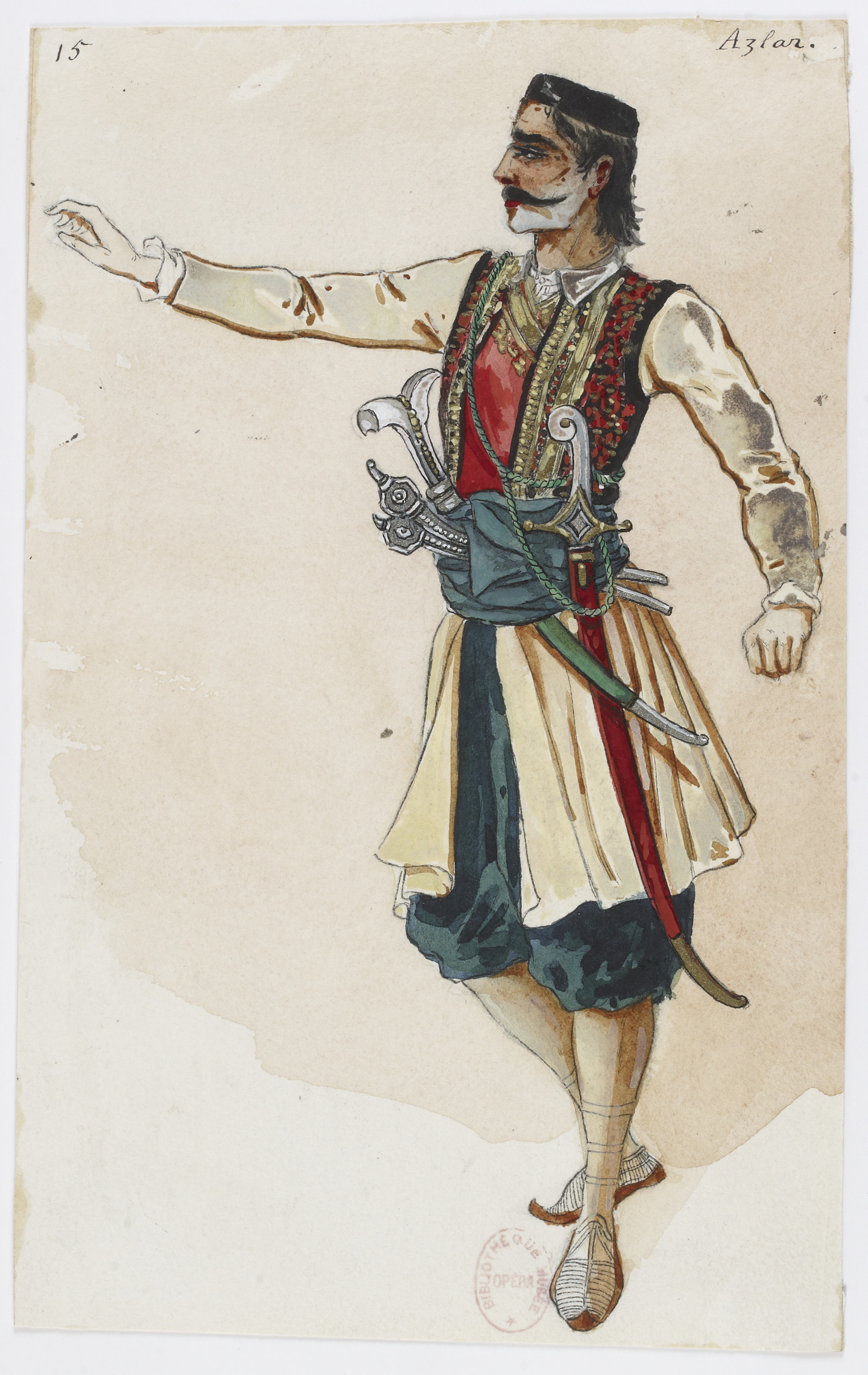
Aslar
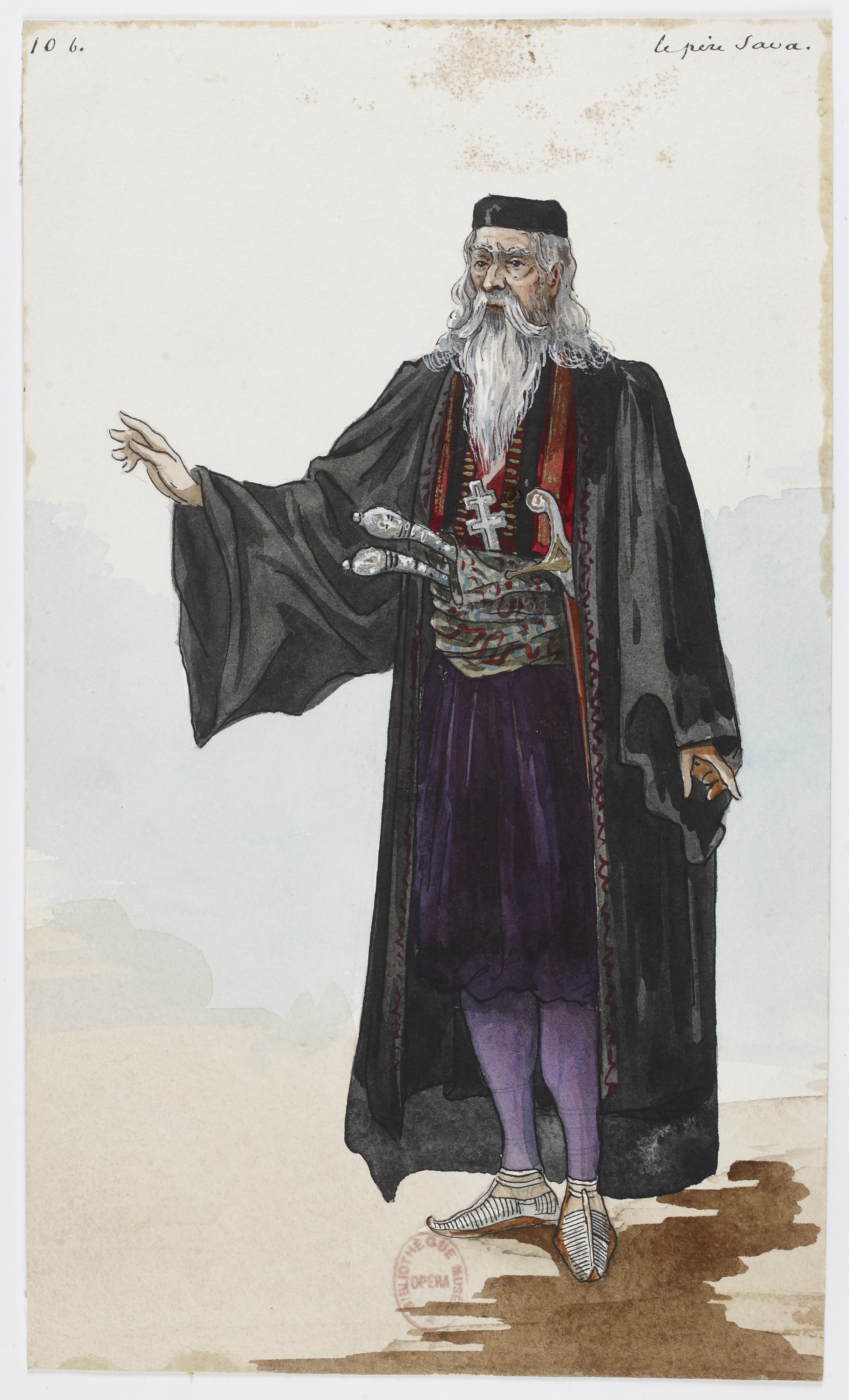
Père Sava
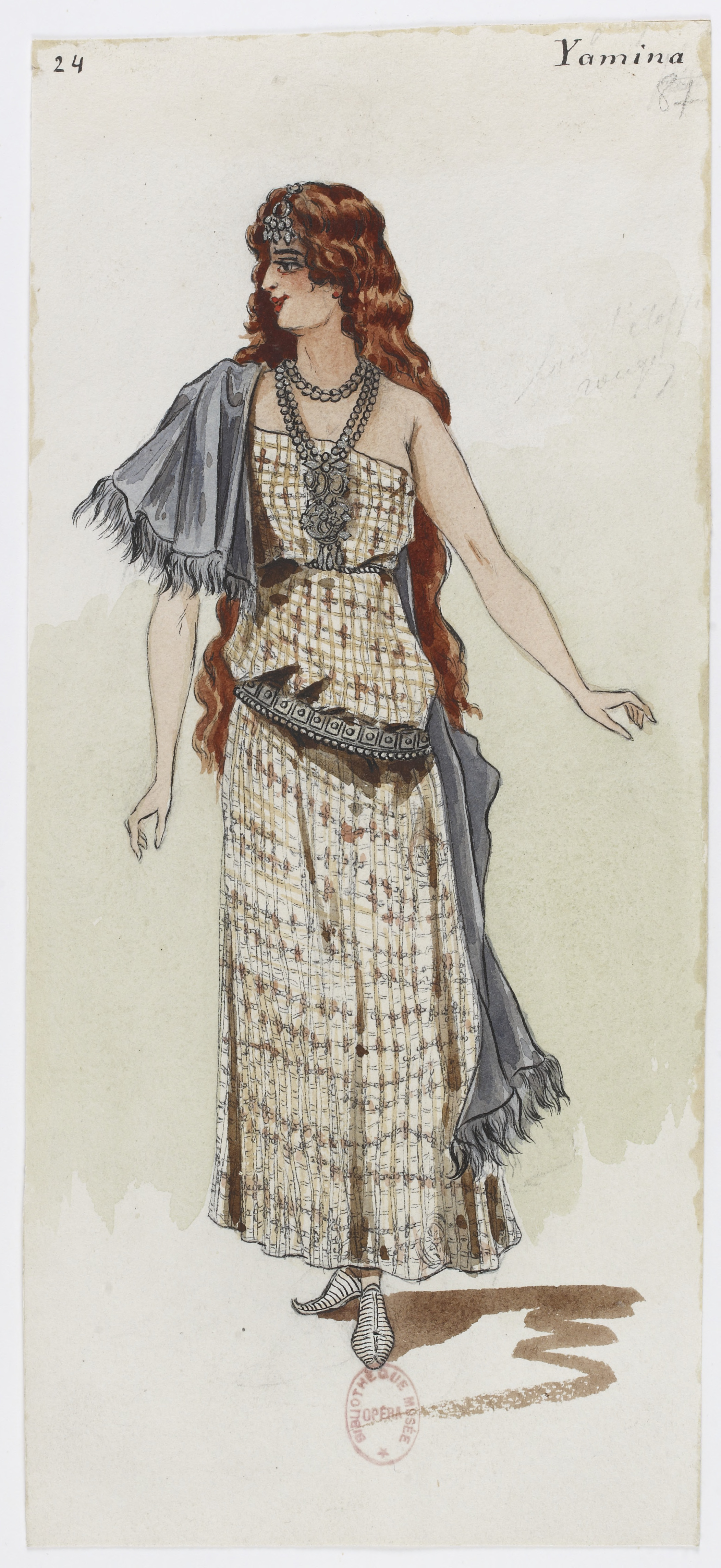
Yamina
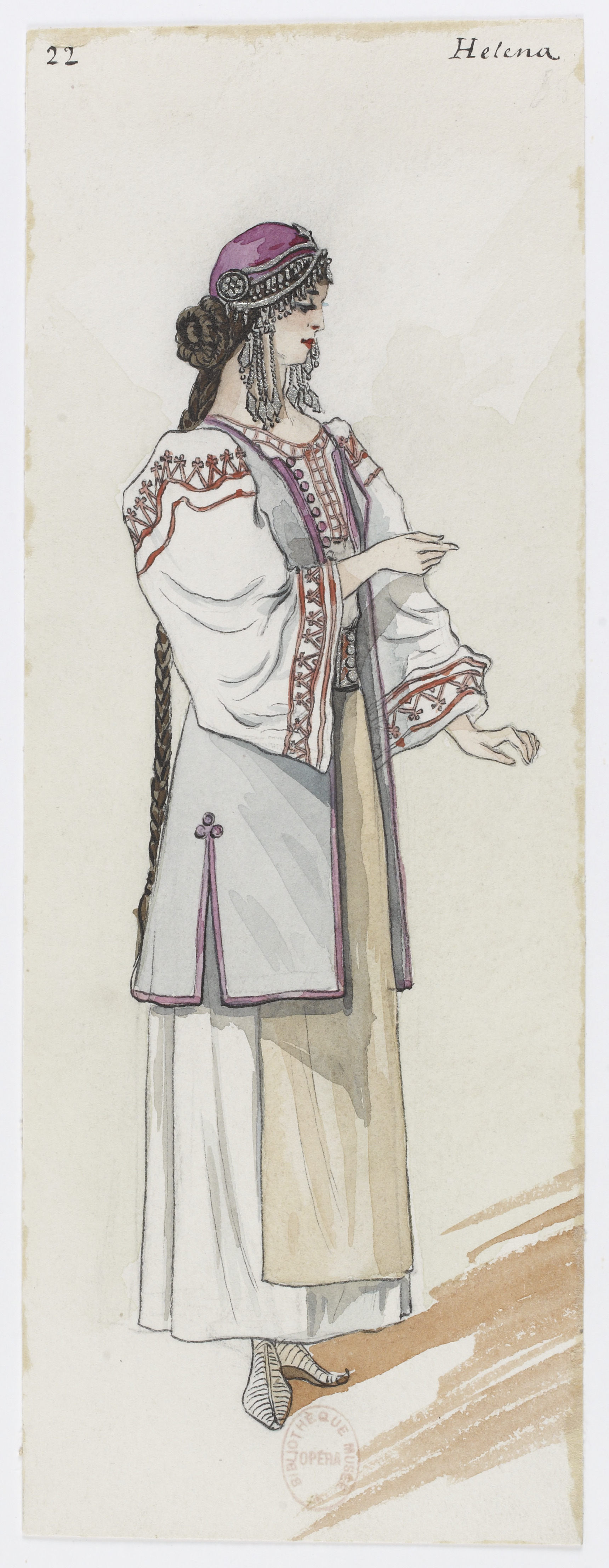
Héléna
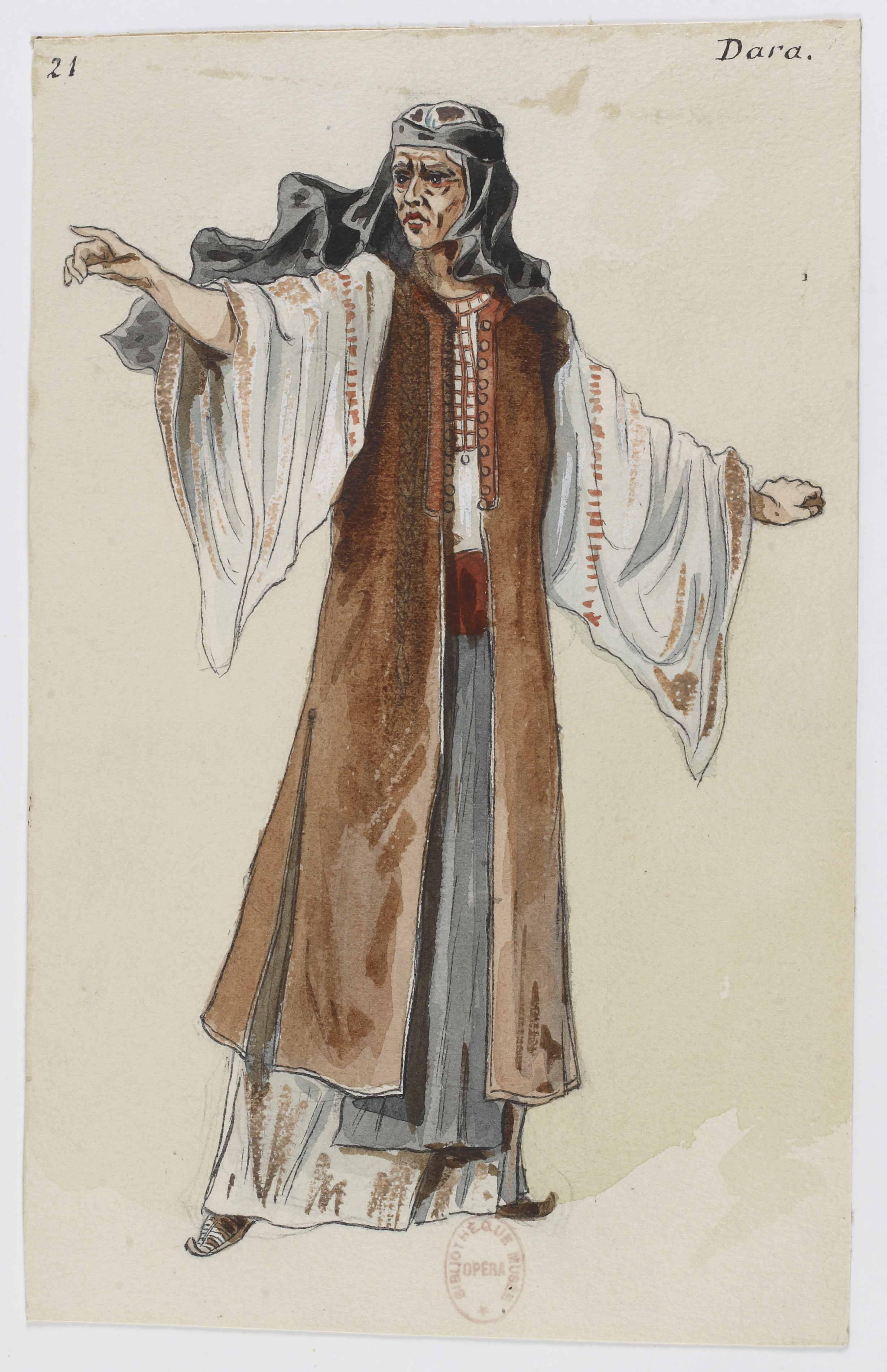
Dara

Anschließend versank das Werk in der Versenkung. Der dritte und vierte Akt der Aufführungspartitur galten lange als verloren. Sie wurden erst 2008 von Nicole K. Strohmann bei den Recherchen für ihre Doktorarbeit wieder aufgefunden. Dabei stellte sich heraus, dass bei der Uraufführungsproduktion das in der gedruckten Fassung der Partitur erhaltene letzte Bild gestrichen wurde. Die von der Komponistin beabsichtige Aussage wurde somit verändert.
Eine Neuproduktion gab es erst 2024 am Theater Dortmund. Der Palazzetto Bru Zane erstellte hierfür neue historisch-kritische Ausgabe der Partitur. Zum ersten Mal wurde jetzt die vollständige Fassung mit dem ursprünglichen Finale gespielt. Regie führte Emily Hehl. Für die Bühne war Frank Philipp Schlößmann zuständig. Die Kostüme entwarf Emma Gaudiano, die Choreografie Adriana Naldoni und das Lichtdesign Florian Franzen. Motonori Kobayashi leitete die Dortmunder Philharmoniker und den Opernchor und den Projekt-Extrachor des Theaters. Die Hauptrollen sangen Sergey Radchenko (Mirko), Mandla Mndebele (Aslar), Denis Velev (Père Sava), Aude Extrémo (Yamina), Anna Sohn (Héléna) und Alisa Kolosova (Dara). Außerdem trat Bojana Peković als Gusla-Spielerin auf.
Auch diese Produktion erhielt unterschiedliche Kritiken. Der Rezensent der Deutschen Bühne lobte vor allem die Darsteller, während er die Inszenierung als zu metaphernreich und den Klang zwar als „nuanciert, aber ein wenig ermüdend“ empfand. Der Rezensent des Online Musik Magazins fand die musikalische Umsatzung „grandios“, bemängelte aber „dramaturgische Schwächen“ des Werks. Es sei eine „interessante Abwechslung im Spielplan, aber auch nicht mehr“. Der Rezensent von Der Opernfreund nannte die Produktion eine „lohnende und hörenswerte Entdeckung“. Auch er lobte die Leistungen des Ensembles. Dass die Handlung in der Inszenierung verständlich nacherzählt wurde, sah er positiv. Der Rezensent von Concerti fand den Abend trotz seiner Überlänge „nie langweilig“ und wies auf den „sinnlichen, dramatisch packenden, farbenreichen und bläsergespickten Klangstrom“ des Orchesters, den „seiner Hauptrolle voll gerecht“ werdenden Opernchor und das „fabelhafte Protagonisten-Ensemble“ hin. Der Jubel des Premierenpublikums sei „entsprechend einhellig“ gewesen. Der Rezensent des französischen Opéra Magazine äußerte sich sehr positiv über die Aufführung. Er wünschte sich eine Wiederaufnahme in Frankreich und eine Aufnahme mit einer rein französischen Besetzung.

## Digitalisate
- La montagne noire: Noten und Audiodateien im International Music Score Library Project
- Libretto (französisch), Paris 1895. Digitalisat im Internet Archive
- Autografes Partiturmanuskript: erster Akt, zweiter Akt, dritter Akt und vierter Akt. Digitalisate bei Gallica
- Partitur, Paris 1895. Digitalisat bei Gallica
- Klavierauszug (französisch), Paris 1895. Digitalisat im Internet Archive
- Klavierauszug (französisch, mit zusätzlichen eingeklebten Bildern), Paris 1895. Digitalisat bei Google Books